# Blinde haaien
De blinde haaien (Brachaeluridae) zijn een familie uit de orde bakerhaaien (Orectolobiformes). Er zijn slechts 2 soorten van blinde haaien. Beide komen voor aan de oostkust van Australië.
Blinde haaien zijn niet blind. Ze planten zich ovipaar voort.
Ze voeden zich met zeekatten, zeeanemonen, en kreeftachtigen.

## Geslachten
- Brachaelurus Ogilby, 1908